# 王綧
王綧（1222年—1283年）是高麗王朝的一位宗室，封永寧公，官拜尚書令。後入侍元朝，受蒙哥汗的重用。
王綧是清化侯王璟的次子，也是平壤公王基（高麗顯宗子）的第七世孫。根據《高麗史》和《元史》的記載，王綧「美容儀，慷慨有志略，善騎射，讀書通大義」。1241年，蒙古入侵高麗。高麗高宗派王綧冒充王子，送入蒙古作人質，住在東京總管洪福源的家中。1253年，由於高麗權臣高令公反叛蒙古，蒙哥派遣耶虎大王（《高麗史》作也窟大王）攻打高麗，圍攻忠州。此戰中王綧隨軍前往，因此高麗高宗送信給王綧曉之以忠孝。在王綧的斡旋下，蒙古軍從高麗撤退。
次年蒙哥汗知道了王綧並非高宗之子，但由於信任王綧的緣故，奪阿母侃馬三百匹賜之，凡是有投降蒙古的高麗人，都令王綧統轄之。王綧又跟隨撒禮塔進攻高麗，至尚州而還。王綧下屬的郎將蔡取和計劃逃歸高麗，被王綧發現，追而斬之。
雖然王綧初到蒙古的時候與洪福源交情甚厚，但逐漸對洪福源反對高麗朝廷地方行為心生不滿。1258年，王綧與其蒙古人妻子一起告發洪福源用巫術詛咒蒙哥汗。蒙哥汗大怒，將洪福源殺死。王綧因此引起了洪福源之子洪茶丘的仇恨。
1260年，授金符總管，昇佩虎符，兼領軍民。1262年，率兵征討濟南李璮。1266年，高麗武臣政權掌權者林衍反抗元朝，忽必烈派遣頭輦哥前往討伐，王綧率領一千三百戶高麗軍民隨行。同年王綧被洪茶丘誣陷與真金太子謀奪帝位，被罷官蟄居。
1283年，王綧病逝，享年61歲。

## 家族
- 祖先：平壤公王基

- 父：清化侯王璟
- 兄弟：
  - 承化侯王溫
  - 丹陽伯王楈
  - 司空王珽
- 妻：趙王孛要合的女兒
- 子：
  - 信安侯王雍（阿剌帖木兒）
  - 光化侯王熙（闊闊帖木兒）
  - 寧仁侯王諴（兀愛）
  - 司徒王禔
  - 司徒王和
  - 和義君王琳

## 延伸阅读
[在维基数据编辑]
 《元史·卷166》，出自宋濂《元史》
 《新元史/卷176》，出自柯劭忞《新元史》